# Castellet i la Gornal
Castellet i la Gornal ist eine katalanische Gemeinde in der Provinz Barcelona im Nordosten Spaniens. Sie liegt in der Comarca Alt Penedès.

## Sehenswürdigkeiten
- Schloss Castellet aus dem 10. Jahrhundert

## Persönlichkeiten
- Marina Rossell (* 1954), Sängerin